# 大沢逸美
大沢 逸美（おおさわ いつみ、1966年3月23日 - ）は、日本の俳優、歌手、タレント。ホリプロ所属。音楽レーベルはテイチクレコード。

## 来歴・人物
北海道札幌市出身。札幌市立北都中学校、北海道北広島高等学校を卒業。明治大学付属中野高等学校定時制中退。
1982年、第7回ホリプロタレントスカウトキャラバンで山口百恵の『乙女座 宮』を歌いグランプリを受賞。翌年の1983年、新タイプのアイドル歌手としてテイチクレコードから『ジェームス・ディーンみたいな女の子』でデビュー。当時のキャッチコピーは、“グッドガール it's me”(イッツミー)。当初はボーイッシュなヘアスタイルがセールスポイントで、(当時のアイドルとしては)背が高かったこともあり「男装の麗人風」のような中性的なイメージで売り出された。また、一部のメディアでは“ポスト(山口)百恵”と称されることもあった。
同年デビューの歌手に桑田靖子、森尾由美、松本明子、徳丸純子、小林千絵、THE GOOD-BYE、岩井小百合、いとうまい子、原真祐美、武田久美子などがいたが、基準的に売れたアイドルが存在しなかったために「不作の83年組」と言われた。
その後は、司会・女優と活動の幅を広げる。1995年には写真集『CAST』（ぶんか社）にてヘアヌードを発表。本人によると女優活動の転機となった作品として、26歳の時にヒロインを演じた昼ドラ「約束の夏」を挙げて「やっと職業欄に“女優”と記せるほど役にのめり込めた」と語っている。
また、最愛の母親が要介護認定を受け、介護を続けていた(詳しくは後述)。母親の死後、介護生活をまとめた手記の出版のほか、介護に関する講演活動も行っている。
2012年8月23日、『J-POP青春の'80』（NHK BSプレミアム、9月7日放送）収録に出演。約20年ぶりに歌手としてのTV出演を果たした。
2018年11月19日・11月20日、東京・銀座博品館劇場にてデビュー35周年を記念して、同期デビューの桑田靖子、森尾由美、小林千絵、松本明子、徳丸純子、木元ゆうこを集めライブイベント～不作と言われた私たち「お神セブンと申します」～を開催。
2023年9月29日・9月30日、東京銀座博品館劇場にて、83年組デビュー40周年を記念して「お神セブン再結集」開催。

## 家族
両親は北海道の実家で暮らしていたが大沢が25歳の頃に突然父親をガンで亡くし、その後母親を東京の自宅に呼び寄せて同居生活を始める。
しかしほどなくして母親に病気が重なって生じてしまい、大沢は20代後半から仕事をしながら母親の介護をするようになる。その生活は約11年間にも及び、ある時には大沢は名古屋の舞台に出ながら母親を風呂に入れるためだけ東京に戻り、それを終えると再び名古屋にとんぼ返りしたこともある。特に2002年に母が死去するまでの2年間は介護中心の生活となり、大沢は地方ロケを断るようになり一時芸能の仕事から遠のいたとのこと。

## 受賞
- 第2回メガロポリス歌謡祭最優秀新人ダイヤモンド賞
- 第8回日本テレビ音楽祭新人賞
- 第9回あなたが選ぶ全日本歌謡音楽祭優秀新人賞
- 第16回新宿音楽祭銀賞
- 第10回FNS歌謡祭優秀新人賞
- 第14回日本歌謡大賞新人賞
- 第25回日本レコード大賞新人賞

## ディスコグラフィ

### シングル
| #        | 発売日          | A/B面    | タイトル                           | 作詞              | 作曲             | 編曲     | 規格品番 |
| 1980年代 | 1980年代        | 1980年代 | 1980年代                           | 1980年代          | 1980年代         | 1980年代 | 1980年代 |
| -------- | --------------- | -------- | ---------------------------------- | ----------------- | ---------------- | -------- | -------- |
| 1        | 1983年 2月21日  | A面      | ジェームス・ディーンみたいな女の子 | 阿木燿子          | 宇崎竜童         | 宇崎竜童 | RE-580   |
| 1        | 1983年 2月21日  | B面      | SEVEN DAYS' JOURNEY                | 阿木燿子          | 宇崎竜童         | 川口真   | RE-580   |
| 2        | 1983年 6月10日  | A面      | キリキリ舞い                       | 阿木燿子          | 宇崎竜童         | 萩田光雄 | RE-595   |
| 2        | 1983年 6月10日  | B面      | のっぽのキャプテン                 | 阿木燿子          | 宇崎竜童         | 萩田光雄 | RE-595   |
| 3        | 1983年 9月1日   | A面      | ダンシング・レディ                 | 竜真知子          | 浜田省吾         | 大谷和夫 | RE-605   |
| 3        | 1983年 9月1日   | B面      | 東京サーカス                       | 伊藤アキラ        | 小杉保夫         | 川口真   | RE-605   |
| 4        | 1984年 1月21日  | A面      | NO-NO BOY                          | 岩里祐穂          | 岩里未央         | 大谷和夫 | RE-620   |
| 4        | 1984年 1月21日  | B面      | JUN                                | 石原信一          | 村松邦男         | 大谷和夫 | RE-620   |
| 5        | 1984年 4月21日  | A面      | 夢中遊泳船                         | 森雪之丞          | 馬場孝幸         | 大谷和夫 | RE-635   |
| 5        | 1984年 4月21日  | B面      | 横羽ハートブレイク・ロード         | 森雪之丞          | 西木栄二         | 大谷和夫 | RE-635   |
| 6        | 1984年 10月21日 | A面      | ヨコハマ・エナジー                 | 河合夕子 売野雅勇 | 河合夕子         | 水谷公生 | RE-655   |
| 6        | 1984年 10月21日 | B面      | 途上・オフビート                   | 中里綴            | 木森敏之         | 木森敏之 | RE-655   |
| 7        | 1985年 1月21日  | A面      | 上海慕情exotica                    | 河合夕子 売野雅勇 | 河合夕子         | 新川博   | RE-655   |
| 7        | 1985年 1月21日  | B面      | チャイナタウンでスクールデイズ     | 河合夕子 売野雅勇 | 河合夕子         | 新川博   | RE-655   |
| 8        | 1985年 9月21日  | A面      | まるはだか ON THE BEACH            | 原真弓            | 大谷明裕         | 矢野立美 | RE-679   |
| 8        | 1985年 9月21日  | B面      | メリー・クリスマス                 | 原真弓            | 大谷明裕         | 矢野立美 | RE-679   |
| 9        | 1986年 2月21日  | A面      | Tonight                            | 原真弓            | タケカワユキヒデ | 矢野立美 | RE-707   |
| 9        | 1986年 2月21日  | B面      | Oh! Mr.DJ                          | 原真弓            | 大谷明裕         | 矢野立美 | RE-707   |
| 10       | 1986年 6月21日  | A面      | JUST AUSSIE FEELING                | 高村圭            | 大河原るみ子     | 船山基紀 | RE-719   |
| 10       | 1986年 6月21日  | B面      | 風に抱かれて                       | 竹下香屋子        | 船山基紀         | 船山基紀 | RE-719   |
| 1990年代 |                 |          |                                    |                   |                  |          |          |
| 11       | 1990年 5月21日  | 01       | Blue In Your Eyes                  | 田口俊            | 堀口和男         | 山中紀昌 | TEDA-4   |
| 11       | 1990年 5月21日  | B面      | FLY AWAY〜輝きの街〜               | 江川かおる        | 小池道昭         | 山中紀昌 | TEDA-4   |

### アルバム

#### ベスト・アルバム
- 大沢逸美 オリジナルベスト（1985年11月21日／30CH-130）
- 大沢逸美 コンプリート・シングルズ・コレクション（2003年11月10日／VSCD-3733〜4）
- 大沢逸美 ゴールデン☆ベスト（2012年1月11日／TECE-1106）

### タイアップ曲
| 年     | 楽曲                 | タイアップ                                                     |
| ------ | -------------------- | -------------------------------------------------------------- |
| 1984年 | 夢中遊泳船           | TBS系テレビドラマ「ぼくたちの疾走」主題歌                      |
| 1986年 | Tonight              | 関西テレビ制作・フジテレビ系情報番組「フロッピあ!」主題歌      |
| 1986年 | JUST AUSSIE FEELING  | カンタス航空・キャンペーンソング                               |
| 1990年 | Blue In Your Eyes    | 関西テレビ制作・フジテレビ系テレビドラマ「わんぱく天使」主題歌 |
| 1990年 | FLY AWAY〜輝きの街〜 | 関西テレビ制作・フジテレビ系テレビドラマ「わんぱく天使」挿入歌 |

## 出演

### テレビドラマ
連続
- ぼくたちの疾走（1984年、TBSテレビ） - 風間妙子 役
- 特捜最前線 第423話「破獄48時間・水色の傘の女!」　(1985年)
- 月曜ドラマシリーズ きみの知らないところで世界は動く（NHK）
- 花咲け花子（日本テレビ）
- のん姉ちゃん・200W（日本テレビ）
- ジャンプアップ!青春（日本テレビ）
- 水戸黄門（TBS / C.A.L）
  - 第16部 第26話「おてんば姫君七変化 -亀田-」（1986年10月20日） - 鶴姫 役
  - 第18部 第28話「印籠盗んだ女掏摸 -清水-」（1989年3月27日） - 隼お佳代 役
  - 第20部 第41話「悪を蹴散らす競べ馬 -八戸-」（1991年8月19日） - 小百合 役
  - 第23部 第25話「怨念!化け猫騒動 -佐賀-」（1995年1月30日） - 守田志乃 役
- 大都会25時 第22話「狙われた婦人警官」（1987年、テレビ朝日）
- 江戸を斬るVII（1987年、TBSテレビ / C.A.L） - お鈴 役
- ジャングル / NEWジャングル（1987年 - 1988年、日本テレビ） - 水原美加刑事 役
- 暴れん坊将軍III 第43話「悲願成就、半次郎のいのち」（1988年、テレビ朝日） - 小雪 役
- 裸の大将 第31話「下駄の鳴る丘」（1989年、KTV / 東阪企画） - 佐々木国子 役
- 飛んでる!平賀源内（1989年、TBSテレビ / C.A.L） - お鈴 役
- 名奉行 遠山の金さん 第5シリーズ 第9話「花嫁に化けた女目明し」（1993年、ANB / 東映） - 投げ縄お俊 役
- 愛の劇場 明日さがし（TBSテレビ）
- 青い瞳の聖ライフ（フジテレビ） - 中野弥生 役
- ヤヌスの鏡（フジテレビ） - 野獣会会長・東涼子 役
- 男女7人夏物語（1986年、TBSテレビ） - 浅倉紀子 役
- プロゴルファー祈子（1987年-1988年、フジテレビ） - 大崎冴子 役
- あいつがトラブル（フジテレビ）
- わんぱく天使（関西テレビ）
- さすらい刑事旅情編（テレビ朝日） - 小暮祐子役
- はぐれ刑事純情派（テレビ朝日）
- 約束の夏（東海テレビ） - 野々村葉子 役
- ララバイ刑事93（テレビ朝日）
- HOTEL （TBSテレビ / 近藤照男プロダクション）
  - season3 第4話「泥棒さま宿泊中?!」（1994年） - 真由美 役
  - season4 第2話「悪魔のささやき⁈」（1995年） - 里美 役
- 編笠十兵衛（1997年、テレビ東京） - おれん 役
- 藤沢周平の用心棒日月抄 第5話「つけ狙われた女」（1997年、テレビ朝日） - ゲスト おさき 役
- 木曜ミステリー 京都迷宮案内 第2シリーズ 第3話「過去を盗んだ女!涙に濡れた花嫁衣裳!!」（2000年、テレビ朝日） - 野崎由紀子 役
- 子連れ狼 第2シリーズ 第2話「一刀危機一髪!!獣たちに監禁された男と女!!」（2003年、テレビ朝日 / 東映） - おりん 役
- 虹のかなた（2004年、毎日放送）
- スウとのんのん（2005年、中部日本放送） - 海江田透子 役
- 14才の母（2006年、日本テレビ） -  松本リカ 役
- 浅草ふくまる旅館（2007年、TBSテレビ） - 村越遥子 役
- 麗わしき鬼（2007年4月 東海テレビ） - 南崎時子 役
- 秘書のカガミ（2008年5月30日 、テレビ東京） - 川浪貞子 役
- 古代少女ドグちゃん（2009年、MBS） - ユカリ 役
- 仮面ライダーW（2010年、テレビ朝日） - 片平真紀子 役
- たぶらかし-代行女優業・マキ- 第11話（2012年6月14日、読売テレビ） - 上嶋由紀江 役
- 刑事吉永誠一 涙の事件簿 第5話（2013年11月8日、テレビ東京） - 白河美枝子 役
- 三匹のおっさん2〜正義の味方、ふたたび!!〜 第2話（2015年5月1日、テレビ東京） - 子連れの主婦 役
- 山本周五郎人情時代劇 第6話「こんち午の日」（2015年12月15日、BSジャパン） - おげん 役

単発
- 月曜女のサスペンス 水子地蔵は呪いの因縁（テレビ東京）
- 土曜ワイド劇場 （テレビ朝日）
  - 「牟田刑事官事件ファイル」 - 山本亜矢 役
  - 「江戸川乱歩の美女シリーズ（北大路欣也版）5 神戸六甲・まぼろしの美女 江戸川乱歩の押絵と旅する男」（1989年） - 弥生 役
  - 「法医学教室の事件ファイル4」（1996年） - 森脇麻由美 役
  - 「検事・朝日奈耀子4」（2006年） - 佐々木佳代 役
  - 「超高層ホテルウーマンvs女ガードマン」（2007年） - 鈴木数代 役
  - 「事件14」（2010年10月23日） - 田宮（理髪店主） 役
- 火曜サスペンス劇場 （日本テレビ）
  - 「悪魔はささやく」
  - 「小京都ミステリー」（1994年）
  - 「白骨が愛した男」（1997年） - 北野尚美 役
- 新春ワイド時代劇（テレビ東京）
  - 天下の副将軍水戸光圀 徳川御三家の激闘（1992年） - 愛洲友絵 役
  - 忠臣蔵〜決断の時（2003年） - お島 役
- 女と愛とミステリー （テレビ東京）
  - 「黄金の犬」（2001年） - 片平京子　役
  - 「税関監査官・今井陽子」
  - 「京都離婚旅行殺人事件」
  - 「北アルプス山岳救助隊・紫門一鬼」（2007年）
- 月曜ドラマスペシャル（TBSテレビ）
  - 「和服デザイナー探偵1」（1998年） - 樹美羽子 役
  - 「万引きGメン・二階堂雪1」（1998年） - 秋月麗香 役
- 月曜ミステリー劇場（TBSテレビ）
  - 「検視官江夏冬子6」（2001年） - 松田篤子 役
- 月曜ゴールデン（TBS）
  - 「探偵 左文字進12」（2008年） - 高木尚美 役
  - 「刑事シュートしゅうと＆ムコの事件日誌」（2008年10月20日） - 伊東はる恵 役
  - 「万引きGメン・二階堂雪18」（2009年8月17日） - 春日貴子 役
  - 「狩矢警部シリーズ⑧京都西大路通り殺人事件」（2010年5月17日） - 鈴木敬子 役
- 木曜ゴールデンドラマ 父の贈りもの（よみうりテレビ）
- 金曜エンタテイメント （フジテレビ）
  - 「京都女優シリーズ 3」（2001年） - 渚麗子 役
  - 「赤い霊柩車14」（2001年） - 岡島郁代 役
- 特命係長 只野仁スペシャル（テレビ朝日）
- 恋のから騒ぎ 〜Love StoriesV〜「金星から来た女」（2008年10月10日、日本テレビ系）
- 終戦記念ドラマスペシャル・この世界の片隅に（2011年8月5日、日本テレビ系）
- 土曜ドラマスペシャル「使命と魂のリミット（後編）」（2011年11月12日、NHK） - 島原寛子 役
- 金曜プレステージ （フジテレビ）
  - 「所轄刑事8」（2013年） - 曽根原正子 役
- 金曜プレミアム （フジテレビ）
  - 「外科医 鳩村周五郎 14」（2016年） - 篠原珠代 役

### 映画
- 刑事物語5 やまびこの詩（1987年、東宝・キネマ旬報） - キャディ 役
- 極道の妻たち 赫い絆（1995年、東映）
- 復讐の帝王（1995年、シネマパラダイス）
- セラフィムの夜（1996年、ツインズ） - 主演・上条涼子 役
- 快楽殺人女捜査官 囮 (1996年、日活)
- リストラ代紋 史上最強の公務員（1996年、クリエイティブアクザ） - クラブの女 役
- 修羅がゆく5 広島大利戦争（1997年、Knack） - 神石優子 役
- 復讐 運命の訪問者（1997年、ケイエスエス） - 安城冴子 役
- 難波金融伝ミナミの帝王 8 詐欺師潰し(1997年、ケイエスエス)　- 北川真由美 役
- 制覇（1999年、大映） - 高村陽子 役
- フレンズ（2004年、ラスカル）
- ブタがいた教室（2008年、日活） - 松原菜野花の母 役
- 貞子3D2（2013年、角川映画） - 上村文香 役

### 舞台
- レビューショー（赤坂コルドンブルー）
- ミュージカル湘南物語（1993年12月、鎌倉芸術館） - スージィ役
- 美食倶楽部（1995年11月1日 - 24日、名鉄ホール）
- 半七捕物帳（1998年8月、御園座）
- アリババ千一夜（1999年、アートスフィア）
- 夢見る、おんなたち・紺野美沙子特別公演（1999年9月1日 - 24日、名鉄ホール）
- 池畑慎之介 ・グッバイチャーリー （1999年1月・2000年1月 - 3月）
- 雪之丞変化・松井誠初座長公演 (2004年4月、明治座)
- ファミリー・ミュージカル・アルプスの少女ハイジ（2009年7月20日、紀南文化会館大ホール） - ロッテンマイエル役
  - 制作：劇団東少、主催：田辺市教育委員会、助成：和歌山県・和歌山県文化振興財団
- GOKÛ（2016年2月、AiiA 2.5 Theater Tokyo） - 羅刹女 役
- 「デルフィニア戦記」第一章（2017年1月、天王洲 銀河劇場） - カリン 役
- リア王2024（2024年8月29日 - 9月2日、三越劇場）[7]

### オリジナルビデオ
- 関西無敵会II（1995年、タキコーポレーション）
- おとこ喰い（1996年、松竹ホームビデオ）
- KILL -キル-（1997年、KSS）
- ハイエナの夜（1997年、ハピネット・ピクチャーズ）
- Another XX 狂愛（ファナティック・ラブ）（1998年、東映ビデオ）

### バラエティー番組
- ザ・ラスベガス（解答者、よみうりテレビ）
- クイズなんでも一番館（解答者、朝日放送テレビ）
- おもしろクイズBOX（解答者、日本テレビ）
- それは秘密です!!（解答者、日本テレビ）
- 24時間テレビ・愛は地球を救う（札幌テレビ）北海道地区パーソナリティー
- 森田一義アワー 笑っていいとも!（フジテレビ）初期レギュラー
- スターどっきり㊙報告（フジテレビ）レポーター
- フロッピあ!（関西テレビ）司会
- たみちゃん（テレビ朝日）レギュラー
- GINZA CASSETTE SONG（2023年10月19日 - 2024年3月30日、BS-TBS）レギュラー[8][9]
- 第7回 ももいろ歌合戦 お神セブン[10] として出場 なんてったってアイドルを歌唱（インターネットテレビABEMA、2023年12月31日）

### 情報番組
- ふるさとの文化祭 わが町再発見・イキイキこども大作戦（1987年4月9日、NHK総合）
- ひるのプレゼント （1986年 -1989年、NHK総合）
- とまとくらぶ 片岡鶴太郎が元気な小学生二百人の＂家族写真にビックリ。ものまね対決に冷汗。将来の夢に感激（1990年8月10日、NHK総合）
- 青春ビデオメッセージ（1991年10月10日、NHK総合）
- 地球ファミリー（1991年12月9日・1992年2月3日、NHK総合）
- くらべてみれば 初級スキーヤーvs上級スキーヤー（1993年1月23日、NHK総合）
- ひるどき日本列島（1996年9月23日-9月26日、NHK総合）
- BSスペシャル ふるさと満喫～日本悠々から～萩～歴史を感じる街並み～（1997年9月4日、NHK BS2）
- 立体生中継・日本悠々（1996年・1997年、NHK BS2）
- 元気一番 健康道場 あなどるなかれ！イモの健康パワー～若さを保つ！さつまいも（2003年9月2日、NHK BS2）
- 生中継 ふるさと一番!（2005年 - 2008年、NHK総合）
- きょうの健康 Q&A子宮がん 治療の最前線（2007年9月28日、NHK教育）
- 福祉ネットワーク 公開 介護百人一首（2009年2月25日・26日、NHK教育）
- 生活ほっとモーニング（NHK総合）
- ザ!情報ツウ （日本テレビ）「とーくツウ」コーナーゲスト
- 午後は○○おもいッきりテレビ（日本テレビ）女性ゲスト
- いい旅・夢気分（テレビ東京）
- 土曜スペシャル（テレビ東京）
- 大沢逸美ののんび～りサタデー（愛媛朝日テレビ）※愛媛ローカル
- 静岡発そこ知り（2006年9月21日、静岡放送）
- 総合診療医ドクターG「母が食べない 口もきかない」（2014年7月11日、NHK総合）

### ラジオ
- 山本峯章と大沢逸美.のアメニティ・サーティ（ラジオ日本）
- 青春アドベンチャー「王女アストライア」（1992年5月11日 - 22日、NHK-FM）
- みんないきいき宮崎美子の介護保険（2006年、RCCラジオ）ゲスト
- 志の輔ラジオ 落語DEデート　（2009年2月15日、文化放送）ゲスト
- いきいきLIFE 高齢会社を今考える（2009年11月23日、文化放送）ゲスト
- FMシアター「世界から猫が消えたなら」（2013年7月20日、NHK-FM） - 母 役

### CM
- ハウス食品 星形スナック菓子・ゆうわく星（1983年 - 1984年）
- ハウス食品 わかめ王風麺（1985年） - 坂上二郎と共演

### 講演活動
- 「母の介護に携わって」（全国を講演中）

## 書籍
- 『お母さん、ごめんね』（アスキーコミュニケーションズ　2003年）ISBN 4776200406

## 写真集
- CAST 大沢逸美写真集ーキャストー　撮影：水谷充（発行：ぶんか社、1995年11月30日）ISBN 4821120712